# Eugen Zelený
Eugen Zelený (5. února 1903 Přerov – 8. října 1995 Bedřichov v Jizerských horách) byl kazatel Českobratrské církve evangelické (ČCE) a pracovník jejího ústředí, Synodní rady ČCE.
Rodiče Eugena, Ladislav a Marie Zelených, žili se svými dvěma syny v Luhačovicích. Bratr Eugena Ladislav zemřel v roce 1942. Otec Ladislav Zelený byl fotograf a ve svém domě měl fotografický ateliér.
Po ukončení reálného gymnázia začal Eugen Zelený studovat teologii na Husově československé evangelické fakultě bohoslovecké v Praze. Po 1. státní zkoušce ve školním roce 1925–26 studoval teologii na Sorbonně v Paříži, v letech 1926–28 na Teologickém semináři v Princetonu v USA s diplomem Magister theologiae. V únoru roku 1929 studium teologie v Praze dokončil.

## Farář

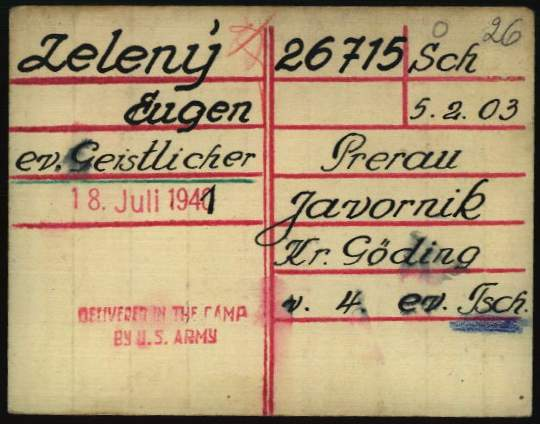
Registrační karta Eugena Zeleného jako vězně v koncentračním táboře Dachau

Od 27. května 1929 působil jako vikář ve sboru ČCE v Teplicích–Trnovanech. O téměř měsíc později (23. června 1929) byl ordinován a od 31. července 1930 pracoval ve svém sboru jako farář. Působil tu i po obsazení pohraničí až do konce roku 1939. Následující rok (od 1. 1. 1940) strávil v pardubickém evangelickém sboru. V srpnu 1940 byl v Pardubicích na udání gestapem zatčen "pro činnost zaměřenou proti německé říši". Po šesti týdnech byl propuštěn, ale k 31. 12. 1940 musel opustit Pardubice.
K 1. lednu 1941 přešel Eugen Zelený do sboru v Javorníku nad Veličkou na jižní Moravě. Zde působil až do 22. dubna téhož roku. Následující den jej znovu zatklo gestapo, a po věznění v Uherském Hradišti, Brně a Praze byl převezen do koncentračního tábora v Dachau, odkud byl propuštěn v květnu 1945 po osvobození tábora americkou armádou. Ve vězeních a Dachau strávil celkem 4 roky a 4 měsíce. Po válce, 6. května 1945, se do Javorníku vrátil a pracoval zde až do 30. září 1945.

## Rodina
Eugen Zelený se 9. října 1935 oženil s Olgou Fleischerovou (12. října 1914 v Lounech – 8. srpna 2006 v Bedřichově v Jizerských horách). Olga byla druhým dítětem (starší bratr Julius) Julia Fleischera, který byl technickým správcem cukrovaru v Lounech, a Olgy, rozené Soukupové. Olga studovala v Krabčicích a v Praze na rodinné škole. Za manželem přišla do evangelického sboru v Teplicích.
Manželům Zeleným se v Teplicích narodily dvě děti, Titus (14. prosince 1936) a Noemi, provdaná Čapková (11. února 1938), syn Tomáš (17. dubna 1939) se narodil v Lounech a Ladislav (21. prosince 1940) ve Zlíně. Válku prožila Olga Zelená bez manžela a se čtyřmi dětmi na evangelické faře v Javorníku. Po válce se už v Praze na Vinohradech narodily ještě dvě dcery, Eva, provdaná Rendl-Wypior (27. října 1946), a Rut, provdaná Hans (24. července 1948 – 7. července 2019).

## Diakonie
Na počátku října 1945 se Eugen Zelený stal v Praze ředitelem spolku Česká Diakonie, která sdružovala evangelické ošetřovatelky, tzv. diakonky. K jejich práci patřila nemocnice v Sokolské ulici v Praze, sirotčinec v Kostelci nad Černými lesy, domov odpočinku v Doběticích u Ústí nad Labem a internát pro evangelické studentky ošetřovatelství v Praze. Později přibyly i další ústavy v Krabčicích, Sobotíně a Myslibořicích, které patřily ČCE. V roce 1952 byla Česká Diakonie státní mocí zrušena. Pod hlavičkou Ústředí sociální péče ČCE ještě chvíli působila, ale k 31. prosinci 1959 byla její činnost zakázána  a majetek odňat státem.

## Práce v ústředí ČCE
Počínaje rokem 1951 (od 1. ledna) až do 31. července 1981 působil Eugen Zelený jako tajemník Synodní rady Českobratrské církve evangelické. Měl na starosti sociální péči a ekumenické vztahy. V té době například pomohl pro stavbu kostela ČCE v Praze-Kobylisích (od roku 1997 kostel U Jákobova žebříku) získat švýcarského architekta Ernsta Gisela, podle jehož návrhu se objekt nakonec mezi roku 1969 a 1971 postavil. Z místa tajemníka k 1. srpnu 1981 odešel do penze. Zemřel 8. října 1995.

## Dílo
Eugen Zelený je autorem publikace O křest svatý vydané roku 1940 nakladatelstvím Kalich. V roce 1951 složil rigorózní zkoušku na Komenského evangelické bohoslovecké fakultě v Praze a dosáhl hodnosti doktor teologie (ThDr.).